# Nuoto ai campionati mondiali di nuoto 2017 - 800 metri stile libero maschili
La gara di nuoto degli 800 metri stile libero maschili dei campionati mondiali di nuoto 2017 è stata disputata il 25 luglio e il 26 luglio presso la Duna Aréna di Budapest. Vi hanno preso parte 30 atleti provenienti da 27 nazioni.
La competizione è stata vinta dal nuotatore italiano Gabriele Detti, mentre l'argento e il bronzo sono andati rispettivamente al polacco Wojciech Wojdak e all'altro italiano Gregorio Paltrinieri.

## Medaglie
| Posizione | Atleta               | Nazionalità |
| --------- | -------------------- | ----------- |
| Oro       | Gabriele Detti       | Italia      |
| Argento   | Wojciech Wojdak      | Polonia     |
| Bronzo    | Gregorio Paltrinieri | Italia      |

## Programma
| Data           | Ora (UTC+2) | Turno    |
| -------------- | ----------- | -------- |
| 25 luglio 2017 | 10:31       | Batterie |
| 26 luglio 2017 | 19:05       | Finale   |

## Record
Prima della manifestazione il record del mondo e il record dei campionati erano i seguenti.
| Record mondiale       | 7'32"12 | Zhang Lin Cina | 29 luglio 2009 Roma, Italia |
| Record dei campionati | 7'32"12 | Zhang Lin Cina | 29 luglio 2009 Roma, Italia |

Nel corso della competizione non sono stati migliorati.

## Risultati

### Batterie
| Posizione | Batteria | Corsia | Atleta                      | Nazionalità | Tempo   | Note |
| --------- | -------- | ------ | --------------------------- | ----------- | ------- | ---- |
| 1         | 3        | 4      | Gregorio Paltrinieri        | Italia      | 7'45"31 | Q    |
| 2         | 3        | 3      | Wojciech Wojdak             | Polonia     | 7'46"39 | Q    |
| 3         | 3        | 5      | Henrik Christiansen         | Norvegia    | 7'47"61 | Q    |
| 4         | 3        | 1      | Felix Auböck                | Austria     | 7'49"24 | Q    |
| 5         | 4        | 3      | Sun Yang                    | Cina        | 7'49"28 | Q    |
| 6         | 4        | 4      | Gabriele Detti              | Italia      | 7'49"67 | Q    |
| 7         | 4        | 1      | Florian Wellbrock           | Germania    | 7'50"89 | Q    |
| 8         | 4        | 2      | Zane Grothe                 | Stati Uniti | 7'50"97 | Q    |
| 9         | 4        | 0      | Ahmed Akaram Mohamed Akaram | Egitto      | 7'51"41 |      |
| 10        | 3        | 6      | Clark Smith                 | Stati Uniti | 7'51"83 |      |
| 11        | 4        | 8      | Victor Johansson            | Svezia      | 7'52"66 |      |
| 12        | 4        | 9      | Anton Ipsen                 | Danimarca   | 7'53"37 |      |
| 13        | 4        | 7      | Jack Alan McLoughlin        | Australia   | 7'53"51 |      |
| 14        | 2        | 3      | Marcelo Acosta              | El Salvador | 7'55"70 |      |
| 15        | 2        | 1      | Ferry Weertman              | Paesi Bassi | 7'56"44 |      |
| 16        | 4        | 6      | Jan Micka                   | Rep. Ceca   | 7'56"71 |      |
| 17        | 3        | 7      | Qiu Ziao                    | Cina        | 7'57"47 |      |
| 18        | 3        | 8      | Ilya Druzhinin              | Russia      | 8'00"27 |      |
| 19        | 3        | 0      | Martin Bau                  | Slovenia    | 8'00"32 |      |
| 20        | 2        | 4      | Richard Nagy                | Slovacchia  | 8'01"42 |      |
| 21        | 3        | 2      | Gergely Gyurta              | Ungheria    | 8'03"87 |      |
| 22        | 2        | 2      | Ricardo Vargas              | Messico     | 8'04"17 |      |
| 23        | 3        | 9      | Antonio Arroyo              | Spagna      | 8'04"68 |      |
| 24        | 2        | 6      | Dimitrios Negris            | Grecia      | 8'05"88 |      |
| 25        | 2        | 8      | Guilherme Pina              | Portogallo  | 8'08"96 |      |
| 26        | 2        | 5      | Martín Naidich              | Argentina   | 8'12"00 |      |
| 27        | 2        | 7      | Marc Hinawi                 | Israele     | 8'12"39 |      |
| 28        | 1        | 4      | Óli Mortensen               | Fær Øer     | 8'16"25 |      |
| 29        | 1        | 5      | Constantinos Hadjittooulis  | Cipro       | 8'23"30 |      |
| 30        | 1        | 3      | Franci Aleksi               | Albania     | 8'37"23 |      |
| -         | 4        | 5      | Mack Horton                 | Australia   | -       | DNS  |

### Finale
| Posizione | Corsia | Atleta               | Nazionalità | Tempo   | Note |
| --------- | ------ | -------------------- | ----------- | ------- | ---- |
|           | 7      | Gabriele Detti       | Italia      | 7'40"77 |      |
|           | 5      | Wojciech Wojdak      | Polonia     | 7'41"73 |      |
|           | 4      | Gregorio Paltrinieri | Italia      | 7'42"44 |      |
| 4         | 3      | Henrik Christiansen  | Norvegia    | 7'44"21 |      |
| 5         | 2      | Sun Yang             | Cina        | 7'48"87 |      |
| 6         | 6      | Felix Auböck         | Austria     | 7'51"20 |      |
| 7         | 1      | Florian Wellbrock    | Germania    | 7'52"27 |      |
| 8         | 8      | Zane Grothe          | Stati Uniti | 7'52"43 |      |